# 艾格隆学院
艾格隆学院（Aiglon College）是瑞士的一个私立寄宿学校，位于瑞士阿尔卑斯山山脚下的维拉尔河畔奥隆。该学校成立于1949年，1968年之前为男子学校，现在男女共学，毕业生可获国际文凭。

## 校園
艾格隆学院校園佔地約 60,000 平方米，由約 40 棟不同的建築和小屋組成。學校有八間高級寄宿宿舍和兩間初級宿舍。